# Trygg 26
Trygg 26 är en, på hobby-basis, svensk-konstruerad fritidsbåt. Den första skrovformen färdigställdes i början av 1970-talet i Göteborg. Man gjorde en handfull kompletta båtar till dess man sålde den ursprungliga formen för gjutning av skrov och överbyggnad. Fabriks-/varvstillverkningen påbörjades så småningom och ett större antal exemplar salufördes. 
Båttypen är en snäcka och motorseglare, det vill säga möjlighet att framföra båten per segel är möjlig vid läns och slör. Möjlighet till kryss är dock obefintlig då skrovet saknar djupgående skrov.

## Specifikationer
Längd: 26 fot.
Material: Glasfiberarmerad plast.
Motoreffekt: 20-60 hk, inombordare.
Marschfart: 6-7 knop.
Kojplatser: 4-5.
Skylight: Ja.